# Ophichthus bonaparti
Ophichthus bonaparti är en fiskart som först beskrevs av Kaup, 1856.  Ophichthus bonaparti ingår i släktet Ophichthus och familjen Ophichthidae. Inga underarter finns listade i Catalogue of Life.